# Gerard Boekhoff
Gerard Boekhoff (Amsterdam, 6 juni 1962) is een Nederlands voormalig politicus voor de PvdA en bestuurder.

## Opleiding
Boekhoff behaalde zijn vwo-diploma aan het Cartesius Lyceum te Amsterdam en vervolgens zijn doctoraal examen sociologie in 1989 aan de Universiteit van Amsterdam. Ook behaalde hij zijn mastertitel bestuurskunde in 2001 aan de Universiteit Utrecht.

## Werkzaamheden
Na onder meer een aantal jaren als wetenschappelijk onderzoeker bij de Universiteit Utrecht gedetacheerd te zijn geweest, was hij van 1994 tot 2006 directeur van de Nierpatiënten Vereniging Nederland, waar hij onder andere te maken kreeg met problemen rond defecte filters in dialyseapparatuur en illegale orgaanhandel. In 2006 werd hij benoemd tot wethouder van de gemeente Bussum. In die hoedanigheid was hij verantwoordelijk voor gezondheidszorg & welzijn, financiën, werk & inkomen van deze Noord-Hollandse gemeente. Boekhoff bleef wethouder tot 2016 toen de gemeente Bussum werd opgeheven en opging in de nieuwe gemeente Gooise Meren. Daarna was Boekhoff nog tot juni 2016 fractievoorzitter in de gemeenteraad van de nieuwe fusiegemeente. Sinds juni 2016 is hij werkzaam als directeur-bestuurder van de Almeerse welzijnsorganisatie De Schoor. Daarnaast is hij bestuurder en toezichthouder in de zorg.